# فرشاة

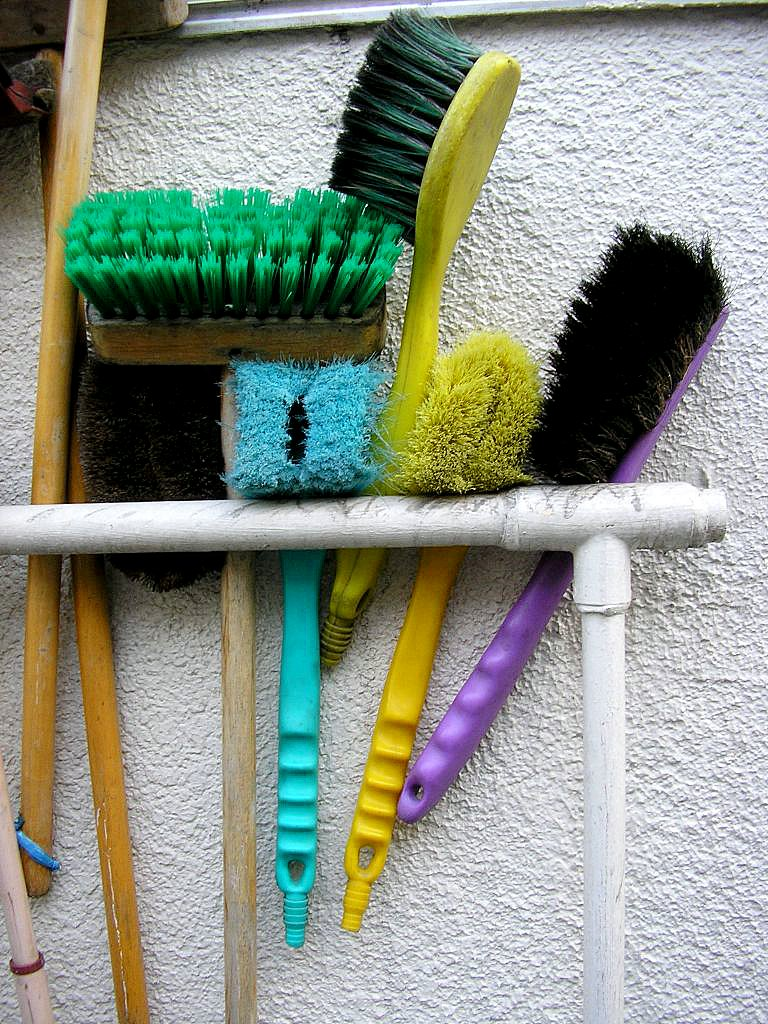
فراشي تنظيف.

الفرشاة (الجمع: فُرَش) هي أداة تستعمل للتنظيف أو التصفيف أو الطلاء. تتألف الفرشاة من مقبض، ويكون مصنوعًا إما من الخشب أو المعدن أو البلاستيك، وينتهي أحد طرفيه بوجود شعيرات مصنوعة من ألياف طبيعية أو صناعية أو من أسلاك معدنية.
من الأمثلة المعروفة فرشاة الأسنان أو فرشاة الشعر أو فرشاة الرسم.